# Henrik Loth
Henrik Loth  (* 1974) ist ein ehemaliger deutscher Ruderer, der 1995 Weltmeister mit dem U23-Achter war, im Jahr darauf wurde er Dritter.
Bei den Junioren-Weltmeisterschaften 1991 belegte Loth mit dem Vierer ohne Steuermann den dritten Platz. 1994 gewann der Ruderer vom Münchener Ruder-Club von 1880 im Vierer mit Steuermann in der Besetzung Wolfram Huhn, Henrik Loth, Ingmar Guhl, Jochen Lerche und Steuermann Rico Bräutigam den Titel bei den deutschen Meisterschaften.